# Parafia św. Kazimierza Królewicza w Białymstoku
Parafia pw. Świętego Kazimierza Królewicza w Białymstoku – rzymskokatolicka parafia należąca do dekanatu Białystok–Bacieczki, archidiecezji białostockiej, metropolii białostockiej, obejmująca osiedla Dziesięciny I oraz Dziesięciny II w Białymstoku.

## Historia parafii
Parafia została utworzona 17 czerwca 1977 przez wileńskiego administratora apostolskiego biskupa Edwarda Kisiela. Jej obszar wydzielono z terenu parafii św. Rocha, a jej pierwszym proboszczem został ks. Bogdan Maksimowicz.
Początkowo nowa parafia korzystała z drewnianej kaplicy, znajdującej się na cmentarzu grzebalnym parafii św. Rocha. W 1981 uzyskano zgodę na budowę nowej, dwupoziomowej świątyni, a prace budowlane trwały od 1983 do 1993. W 1985 oddano do użytku dom katechetyczny, a po 1990 zbudowano plebanię.
14 października 1984, przy budującym się kościele, odbyły się ogólnopolskie uroczystości jubileuszowe 500-lecia śmierci św. Kazimierza z udziałem polskich biskupów pod przewodnictwem prymasa kardynała Józefa Glempa.  
W 1997 z obszaru parafii wydzielono parafię NMP Królowej Rodzin, a w 2002 – parafię św. Krzysztofa.
4 marca 2002 w kościele parafialnym obchodzono metropolitalne uroczystości 400-lecia kanonizacji św. Kazimierza.
W 2005 z obszaru parafii św. Kazimierza oraz parafii Zmartwychwstania Pańskiego wydzielono parafię Wszystkich Świętych.

## Miejsca święte
Kościół parafialny
Kościół parafialny pw. św. Kazimierza Królewicza zbudowano w latach 1983–1993 według projektu Jana Krutula. Kościół dolny, w stanie surowym, został oddany do użytku  21 czerwca 1984, a pierwsze nabożeństwo w kościele górnym odprawiono 25 grudnia 1993. Świątynię konsekrowano 27 października 2002.
Kościoły filialne i kaplice
- kaplica półpubliczna w domu zakonnym Zgromadzenia Córek Najczystszego Serca NMP
- kaplica półpubliczna św. Józefa w Domu Księży Emerytów

## Proboszczowie
- 1977 – 2011: ks. Bogdan Maksimowicz
- 2011 – 2025: ks. Wojciech Łazewski[4]
- od 2025: ks. Roman Balunowski[4]